# Edwardstone
Edwardstone – wieś i civil parish w Anglii, w hrabstwie Suffolk, w dystrykcie Babergh. Leży 23 km na zachód od miasta Ipswich i 89 km na północny wschód od Londynu. To zawiera Mill Green, Priory Green, Round Maple i Sherbourne Street. W 2001 civil parish liczyła 343 mieszkańców. W miejscowości znajduje się kościół zwany Church of St Mary the Virgin. Posiada 31 wymienionych budynków. Edwardstone jest wspomniana w Domesday Book (1086) jako Eduardestuna.